# Hr.Ms. O 6 (1916)
De Hr.Ms. O 6 was een Nederlandse onderzeeboot van de O 6-klasse. Het schip werd gebouwd door scheepswerf Koninklijke Maatschappij de Schelde uit Vlissingen. De O 6 was het enige schip uit de O 6-klasse, maar vaak worden de O 6 en O 7 als zusterschepen gezien.

## De O 6 tijdens de Eerste Wereldoorlog
Tot het eind van de Eerste Wereldoorlog was de O 6 gestationeerd in Den Helder. Tijdens de Eerste Wereldoorlog was de O 6 achtereenvolgens onder commando van:
- 05-12-1916 - 16-12-1916; Ltz. I J.M. de Booy[2]
- 16-12-1916 - 23-09-1918; Ltz. I D. van Nijmegen Schonegevel[2]
- 23-09-1918 - 18-12-1918; Ltz. I J.M. de Booy[2]

## De O 6 na de Eerste Wereldoorlog
Op 7 juli 1920 maakte de O 6 een reis langs verschillende Scandinavische havens. Tijdens deze tocht deed de O 6 de volgende havens aan: Odda, Bergen, Gudvangen, Tretheim, Balholmen en Karnsund. Prof. Dr. F.A. Vening Meinesz maakte gebruik van de O 6 bij zijn onderzoek naar zwaartekracht. De O 6 was de eerste onderzeeboot die Vening Meinesz gebruikte voor zijn proeven, de proeven waar de O 6 voor werd gebruikt werden allemaal uitgevoerd op de Noordzee.